# 略喻
略喻是省略喻词，只有本体、喻体的比喻。

## 举例
例如，“浮光躍金”是略喻，其中“浮光”和“躍金”分别是本体、喻体，没有喻词。